# Бистрий Потік
Бистрий Потік — струмок в Україні, у Великоберезнянському районі Закарпатської області. Ліва притока Уга (басейн Дунаю).

## Опис
Довжина струмка приблизно 5,2 км.

## Розташування
Бере початок на південному сході від гори Велика Равка (1307 м). Тече переважно на південний захід і на північному заході від Стужиці впадає у річку Уг, праву притоку Ужа.